# Les Monstres en moi
Vous pouvez aider à l'améliorer ou bien discuter des problèmes sur sa page de discussion.
- Il ne cite pas suffisamment ses sources. Vous pouvez indiquer les passages à sourcer avec {{référence nécessaire}} ou {{Référence souhaitée}}, et inclure les références utiles en les liant aux notes de bas de page. (Marqué depuis avril 2024)
- Certaines informations devraient être mieux reliées aux sources mentionnées dans la bibliographie ou les liens externes. Améliorez sa vérifiabilité en les associant par des références. (Marqué depuis avril 2024)
- Son texte doit être wikifié : il ne correspond pas à la mise en forme Wikipédia (style, typographie, liens internes, liens entre les wikis, etc.). (Marqué depuis avril 2024)

- Archive Wikiwix
- Bing
- Cairn
- DuckDuckGo
- E. Universalis
- Gallica
- Google
- G. Books
- G. News
- G. Scholar
- Persée
- Qwant
- (zh) Baidu
- (ru) Yandex
- (wd) trouver des œuvres sur Wikidata

Les Monstres en moi (Monsters Inside Me) est une série documentaire américaine diffusée sur Animal Planet du 1er juillet 2009 au 17 décembre 2017. La série se concentre sur les parasites, et plus tard, les bactéries, les virus et d'autres organismes, et présente des cas de victimes qui en tombent malades, avec entretiens à la première personne.

## Sommaire
Chaque épisode contient des dramatisations qui montrent des maladies causées par une maladie infectieuse ou une affection médicale. Une fois l'agent identifié, ses cycles de vie et ses comportements généraux sont illustrés. Justin Peed est le narrateur et le biologiste Dan Riskin explique comment et pourquoi chaque agent infectieux agit à l'intérieur de son hôte. La plupart des émissions commencent comme une maladie couramment diagnostiquée, mais se transforment ensuite en une autre maladie potentiellement mortelle ou grave, qui sera guérie la plupart du temps à la fin. Sur les 216 cas documentés dans l'émission, seuls 12 d'entre eux se sont soldés par le décès de la victime, généralement d'une maladie avec un taux de survie extrêmement faible.
La grande majorité des cas et leurs victimes se produisent partout aux États-Unis, mais quelques cas et leurs victimes viennent du Canada.
Les deux premières saisons de l'émission se sont concentrées uniquement sur les parasites et les infections parasitaires, mais depuis la troisième saison, l'émission a inclus des scénarios et des cas médicaux sur les maladies infectieuses générales et les affections médicales, y compris celles causées par des virus, des bactéries, des champignons et des corps étrangers.
La deuxième saison a été créée le mercredi 9 juin 2010, puis est revenue pour une troisième saison le 5 octobre 2012. Depuis le 7 janvier 2011, Monsters Inside Me est diffusé au Canada par Discovery Science. Il est également diffusé sur Discovery au Royaume-Uni et diffusé dans différentes langues sur divers réseaux Discovery à travers le monde.
Le dernier épisode de l'émission a été diffusé le 17 décembre 2017.